# Le Piège américain
Pour plus de détails, voir Fiche technique et Distribution.
Le Piège américain est un film québécois réalisé par Charles Binamé, sorti en salle le 16 mai 2008. Le film est écrit et produit par Fabienne Larouche et Michel Trudeau de la maison de production Aetios.

## Synopsis
Ce film raconte l’histoire du criminel montréalais Lucien Rivard, connu pour s’être évadé de la prison de Bordeaux, à Montréal, à l’aide d’un boyau d’arrosage. L’histoire du film veut qu'il ait été impliqué dans l’assassinat du président américain John F. Kennedy.

## Fiche technique
- Titre original : Le Piège américain
- Titre français : Le Piège américain
- Réalisation : Charles Binamé
- Scénario : Fabienne Larouche et Michel Trudeau
- Photographie : Pierre Gill
- Montage : Dominique Fortin
- Production : Fabienne Larouche, Michel Trudeau
- Distribution : Alliance Vivafilm
- Budget : 5,8 M$[1]
- Langue : français
- Pays d'origine : Canada (Québec)
- Format : Couleurs
- Genre : drame
- Durée : 101 minutes
- Date de sortie : 16 mai 2008

## Distribution
- Rémy Girard : Lucien Rivard
- Colm Feore :  Maurice Bishop (David Atlee Phillips (en))
- Gérard Darmon : Paul Mondoloni
- Dino Tavarone : Carlos Marcello
- Janet Lane : Rose Cheramie
- Joe Cobden (en) : Jeffrey Cohen
- Tony Calabretta : Jack Ruby
- Paulina B. Abarca : Mme Batista
- Sean Brison : Edward James Whalen
- Henry Pelitire : Redneck
- Glenn Robin : Lieutenant Francis Fruge